# Clarence Orvil Dodd
Clarence Orohrelle Dodd (5 de febrero de 1899 – 25 de diciembre de 1955), a menudo conocido como Clarence Orvil Dodd y C. O. Dodd, era un autor estadounidense, editor de revista y ministro religioso de la Conferencia de Salem de la Iglesia de Dios (Séptimo Día), cuando esta organización estuvo divida durante los años 1933-1940 y tenía una sede en Salem, Virginia Occidental.
Más tarde fue uno de los fundadores del Movimiento del Nombre Sagrado.
En 1920 se casó con Martha I. Richmond, a quién él predecesó. Tuvieron cinco hijos, cuatro chicos (Clebert, Robert, William, y Paul) y una hija Mary, ahora Mary Dodd Ling.
Trabajó como empleado durante 35 años para Hope Natural Gas Company (ahora absorbida en ExxonMobil) mientras se mantuvo escribiendo, editando y publicando su revista, y sirviendo su iglesia, hasta que se retiró temprano debido a la enfermedad de Hodgkin. Dos años después de su retiro, murió.

## Influencia
En 1937 Dodd fundó la revista The Faith, donde se desempeñó como editor durante muchos años. Inicialmente, el enfoque principal de The Faith fue defender la observación de las festividades judías por parte de sus lectores cristianos, pero a principios de la década de 1940 Dodd tomó "el nombre sagrado" como causa también. En The Encyclopedia of American Religions, el erudito de las religiones estadounidenses, J. Gordon Melton escribió sobre la revista: "Ninguna fuerza en la difusión del movimiento del Nombre Sagrado era tan importante como la revista The Faith."
Andrew N. Dugger (19 de noviembre de 1886 – 2 de noviembre de 1975), ministro religioso colega de Dodd y editor de la revista Bible Advocate (Abogado de la Biblia), fue coautor de un libro con Dodd valorado en muchas partes de la comunidad adventista millerista, A History of the True Church. Habiendo trabajado muy juntos durante tantos años, sin duda se influenciaron mutuamente. Melton dice que Dugger aceptó la misma teología básica que Dodd. Un escritor considera que Dugger es el líder más famoso de la Iglesia de Dios (Séptimo Día) en el siglo XX.
Mildred Kelvig, una conocida de toda la vida que había servido durante muchos años como su secretaria personal, afirmó que Dodd influyó en el conocido fundador de la Worldwide Church of God, Herbert W. Armstrong. Especificó que Dodd convenció a Armstrong de las afirmaciones de Greenberry G. Rupert (12 de mayo de 1848 - 17 de julio de 1922, autor de The Yellow Peril) de que la observación de las festividades hebreas es obligatoria para un cristiano.

## Trabajos
- Dugger, Andrew Nugent; Dodd, Clarence Orvil (1936). Dugger, Andrew Nugent; Dodd, Clarence Orvil (1936). A History of the True Church. Salem, West Virginia: The Bible Advocate. OCLC 3211625. Archivado desde el original el 17 de octubre de 2008. Consultado el 7 de junio de 2018. Salem, Virginia Occidental: La Biblia Defiende.